# Johann Michael Bossard

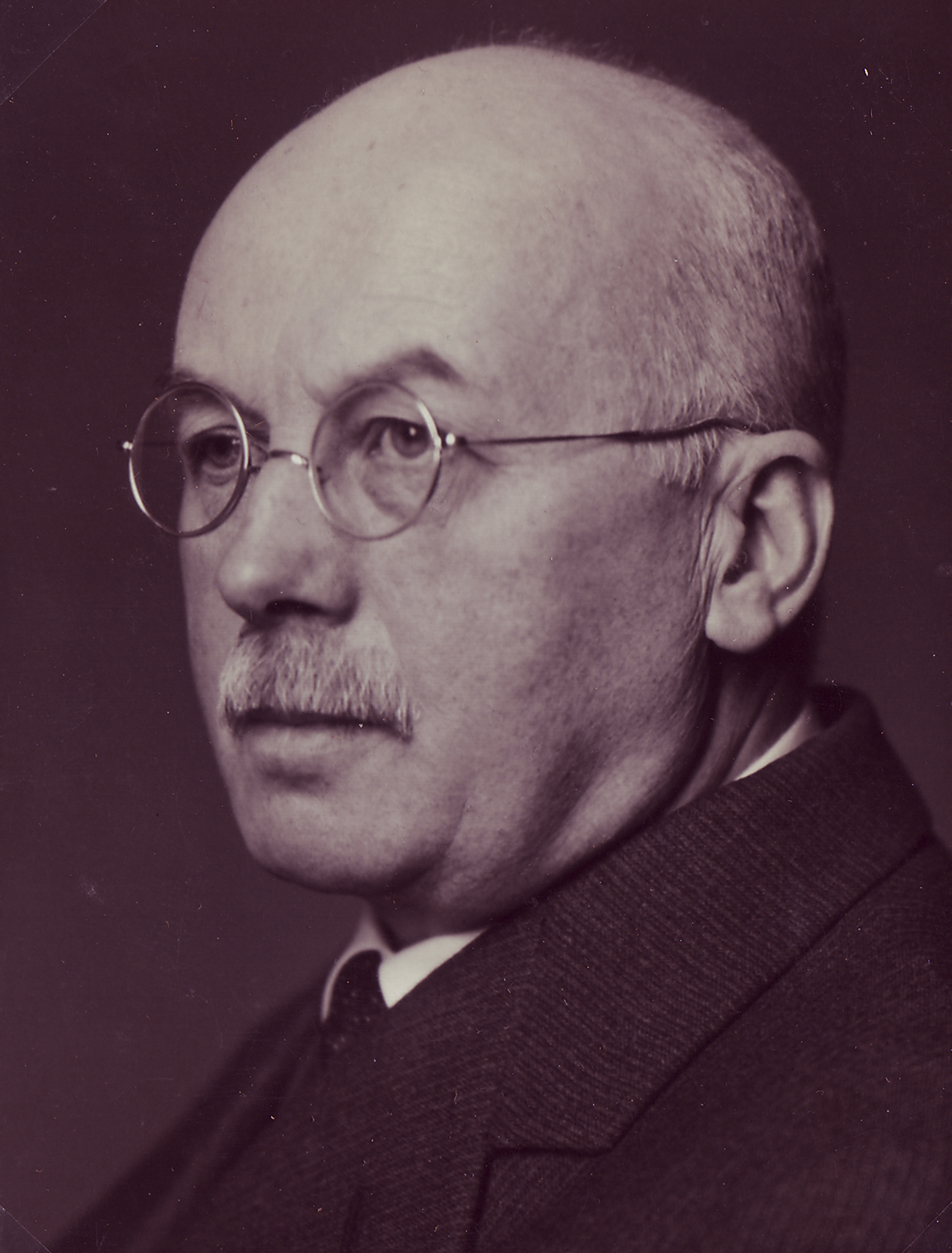
Johann Michael Bossard

Johann Michael Bossard (* 16. Dezember 1874 in Zug, Schweiz; † 27. März 1950 in Jesteburg, Landkreis Harburg, Niedersachsen) war ein schweizerischer Bildhauer und Maler. Sein Wirkungskreis reichte weit über die Schweiz hinaus, in der damaligen preußischen Hauptstadt Berlin stehen viele seiner Kunstwerke. Später siedelte er nach Hamburg um, wo er an der Kunstgewerbeschule lehrte. Seine späte Schaffensperiode vollzog sich auf einem ausgedehnten und selbst gestalteten Grundstück in der Lüneburger Heide.

## Leben

### Lebensabschnitte: Zug, München und Berlin
Johann Michael Bossard wurde als Sohn des Schlossers Georg Karl und dessen Frau Katharina in Zug in der Schweiz geboren.

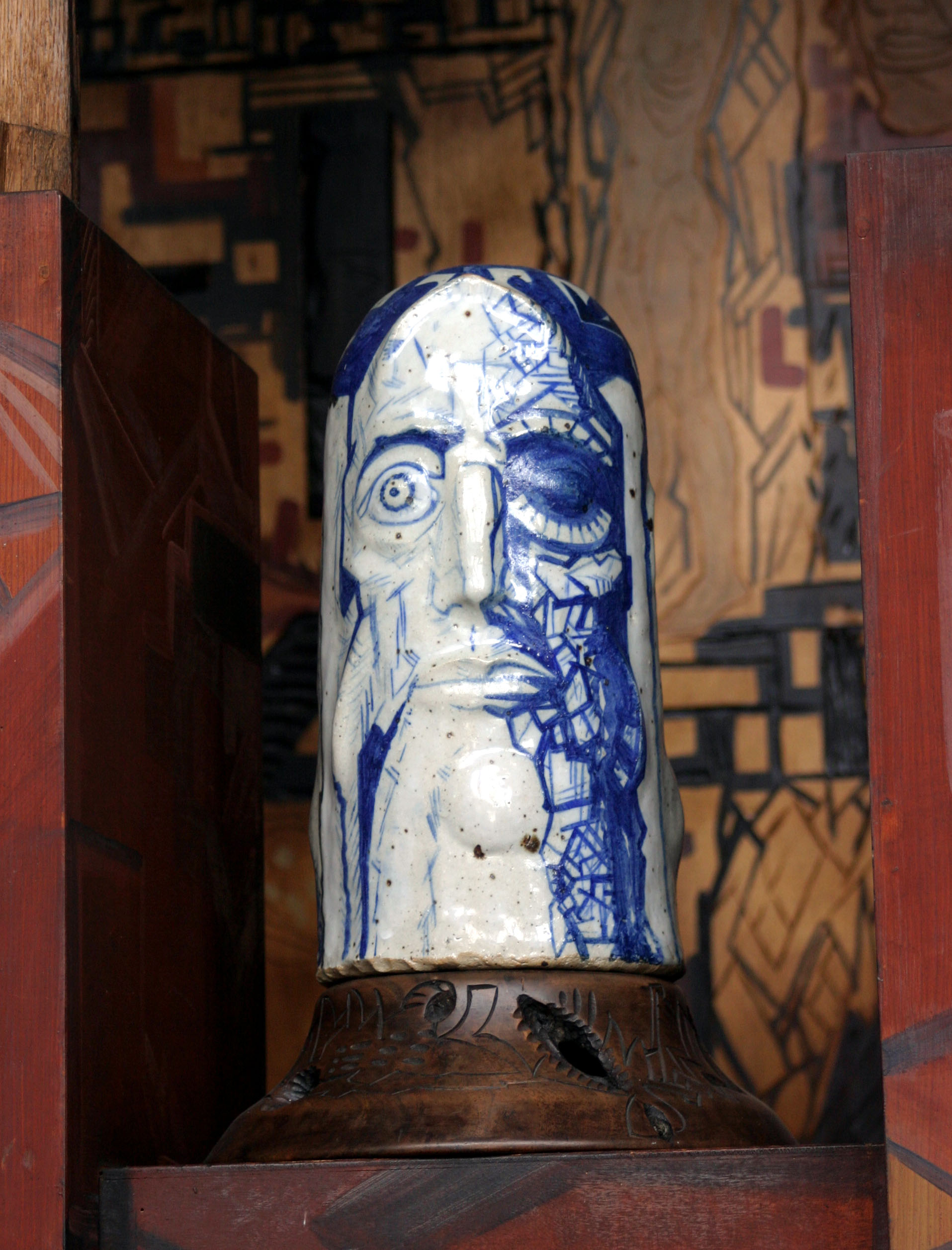
Johann Michael Bossard, Odin, um 1921, Foto - Kunststätte Bossard

Prägend für Bossards späteres Leben waren zwei Ereignisse: der frühe Tod seines Vaters 1882 und der Verlust seines rechten Augenlichtes 1885, vermutlich infolge einer Scharlachinfektion. So sah Bossard in Odin, der zur Erlangung der Weisheit ein Auge opferte, in späteren Jahren eine schicksalshafte Verknüpfung mit seinem eigenen Los.
Nach Beendigung der Primar- und Sekundarschule in Luzern und Zug begann er 1890 eine Lehre als Hafner in der Hafnerei von Anton Keiser in Zug. Neben der guten handwerklichen Schulung unterstützte man hier auch seinen Wunsch nach einer künstlerischen Ausbildung. Zu Ostern 1894 ging Bossard mit einem kleinen Stipendium für Zuger Bürger nach München, besuchte an der Königlichen Kunstgewerbeschule zwei Semester lang die Malklasse bei Julius Hess und wechselte ein Jahr später an die Akademie der Bildenden Künste München zu Wilhelm von Rümann. Nach einer in der Zeitung kritisierten Ausstellung in München 1896 übersiedelte er 1899 nach Treptow bei Berlin. Die ersten Jahre in Berlin waren entbehrungsreich, denn er erhielt kein Stipendium mehr, und seine Mutter bedurfte seiner finanziellen Unterstützung.

#### Erste Erfolge
In Berlin besuchte Bossard die Hochschule für bildende Künste, anschließend die Malklasse von Max Seliger an der Unterrichtsanstalt des Kunstgewerbemuseums Berlin. Im Jahr 1901 war Bossard an der Berliner Akademie für vier Semester Meisterschüler für Figurenmalerei bei Arthur Kampf.

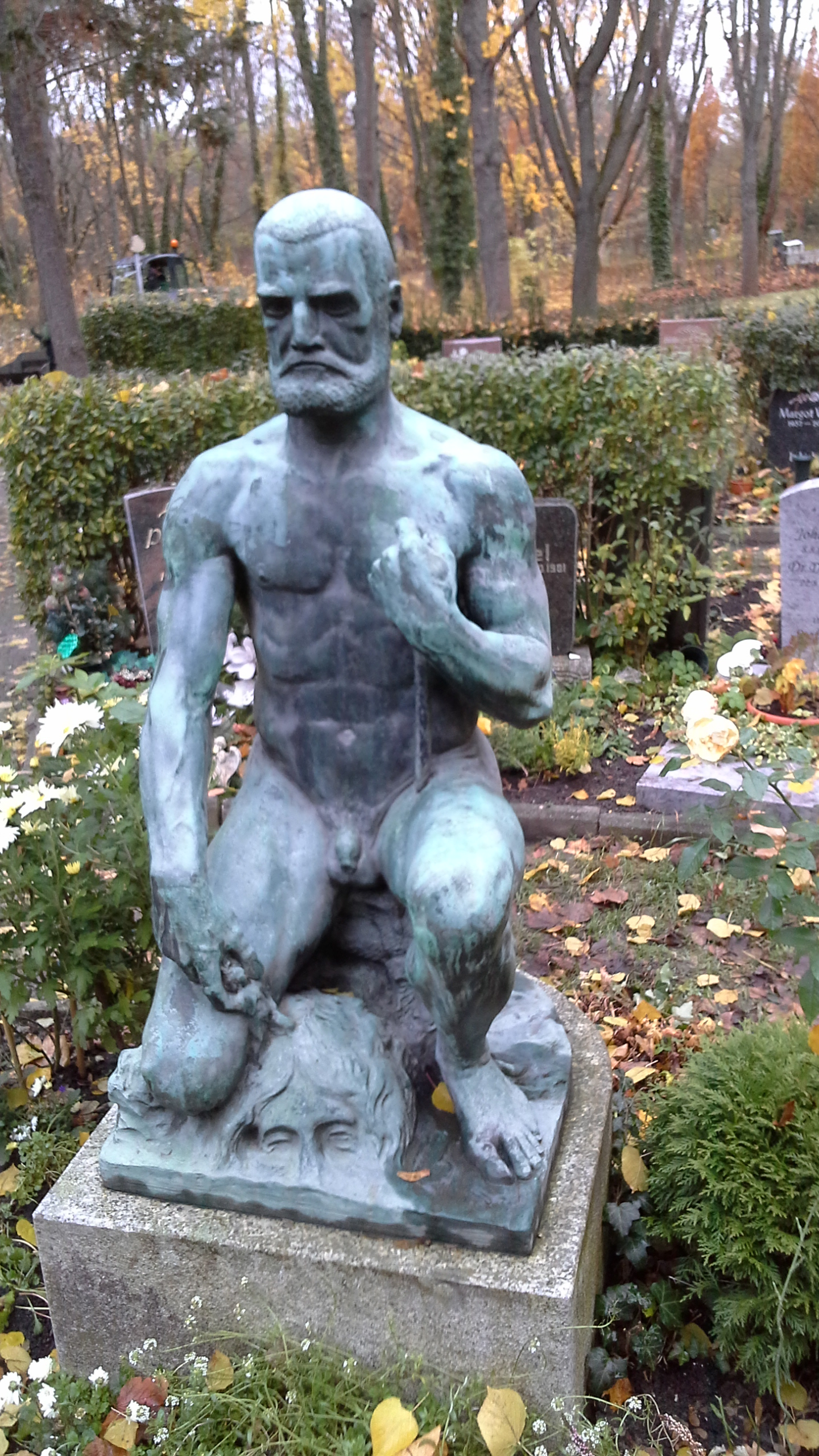
Eines der Vier Lebensalter auf dem Parochial-Friedhof II

Es stellten sich bald die ersten Erfolge ein. So bekam Bossard für seinen Wettbewerbsentwurf zur Ausgestaltung des Innenhofes im Landesmuseum Zürich mit Mosaiken ein Preisgeld von 2000 Schweizer Franken. Auch seine Plastiken und grafischen Arbeiten (z. B. der grafische Zyklus Das Jahr 1904–1918) fanden ihre Käufer. Durch Vermittlung des Berliner Kunstfreundes Max Lucke erhielt Bossard größere Aufträge, so dass er bald von seinen Arbeiten leben konnte. Einer dieser Aufträge war eine siebenteilige Figurengruppe für das Mausoleum der Familie Francke (Dav. Francke Söhne) auf dem Georgen-Parochial-Friedhof II. Die Hauptfigur, eine Pieta, befindet sich in der Apsis des Mausoleums. Die vier Figuren Vier Lebensalter gruppieren sich um ein Brunnenbecken, etwa 60 m südlich der Friedhofskapelle im Freien. Dieser Auftrag ermöglichte Bossard 1905 einen Studienaufenthalt in Italien, in dessen Verlauf er die Monumentalplastik Das Leben konzipierte, die großes Aufsehen erregte und von bekannten Kunstkritikern der damaligen Zeit wie Friedrich Wolff, Adolf Grabowsky, Karl Storck und anderen überschwänglich gelobt wurde. Diese Groß-Skulptur kam jedoch nie zur endgültigen Ausführung und existierte nur als Modell. Im Jahr 1912 schenkten die Eidgenossenschaft und der Regierungsrat von Bern der Burgergemeinde Bern für das neu erbaute Casino Bern zwei von Bossard geschaffene Doppelstatuen aus Goldbronze.

### Lehrtätigkeit in Hamburg

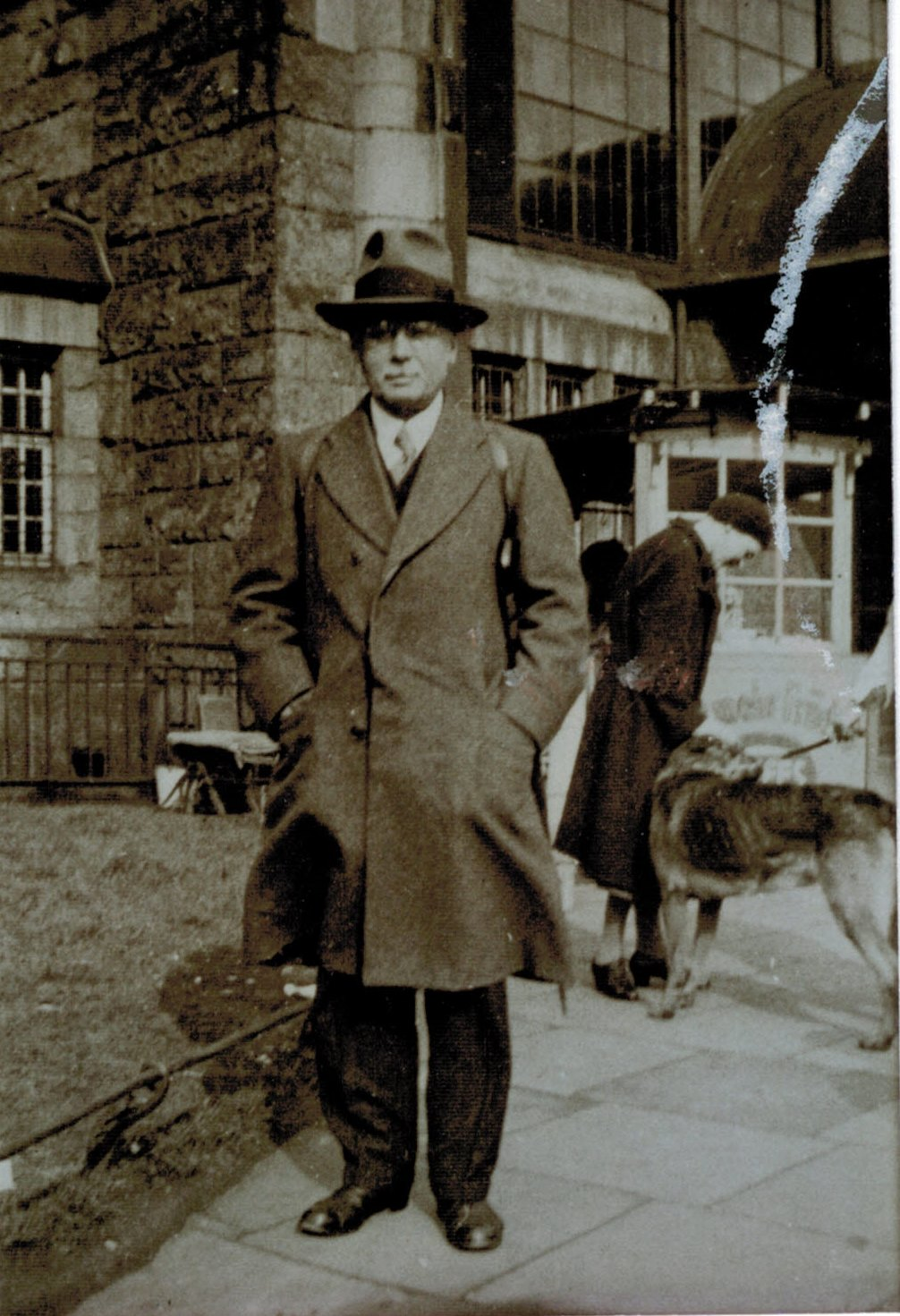
Johann M. Bossard am Hamburger Hauptbahnhof

Wohl aufgrund seiner Kleinplastiken im neoklassizistischen Stil, mit denen er ab 1906 Erfolg hatte, erhielt Bossard wie auch Richard Luksch 1907 einen Ruf an die neu organisierte Kunstgewerbeschule (heute Hochschule für Bildende Künste) in Hamburg. 1906 hatte Bossard zusätzlich zur schweizerischen auch die preußische Staatsbürgerschaft erworben.
Ab 1911 gab es keine Arbeiten des Künstlers mehr im öffentlichen Raum. Der Hamburger Senat hatte beschlossen, Lehrbeauftragte, die im Dienste der Stadt standen, nicht mehr mit öffentlichen Aufträgen zu beschäftigen, sondern diese an freie Künstler zu vergeben.
An der Landeskunstschule geriet er 1933 mit seinem Kollegen Alfred Ehrhardt in einen Streit um dessen Vorschlag, das Naturstudium in einem Vorkurs zu streichen. Ehrhardt wollte sich mehr auf das Material und dessen gestalterische Wirkung orientieren.

### Alltag in Hamburg und Lüllau
Johann Michael Bossard heiratete 1926 seine ehemalige Schülerin Jutta Krull. Sie lebten hauptsächlich in einer Stadtwohnung in Hamburg, da der Künstler dort seiner Lehrtätigkeit nachkam. An den Wochenenden und in den Ferien hielten sie sich in Lüllau auf, um an Wohnhaus und Gartenanlage sowie ihrem Kunsttempel zu arbeiten. Ab 1929 unterstützte Jutta Bossards Schwester, Wilma Krull, sie bei den Haushaltsarbeiten. 1943 wurde bei einem Luftangriff die Hamburger Mietwohnung der Bossards zerstört.
1944 wurde Johann Bossard pensioniert; im Jahr 1950 starb er. Jutta Bossard-Krull erwirkte eine Sondergenehmigung für ein Urnengrab auf dem Grundstück, am Ende der Monolithenallee in Jesteburg. Wilma Krull starb 1979 und ihre Schwester Jutta Bossard 1996. Beide sind ebenfalls am Ende der Monolithenallee bestattet.

## Künstlerisches Werk

### Wohn- und AtelierhausundKunsttempel

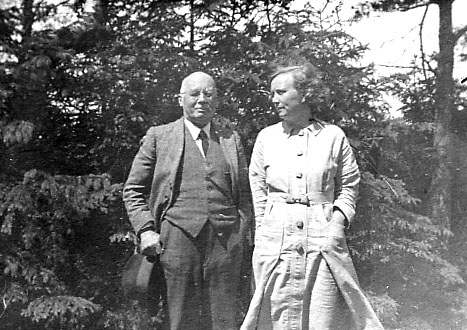
Johann Michael Bossard und Jutta Bossard

Um 1911 erwarb die Familie ein Grundstück in der Lüneburger Heide, um hier die Kunststätte Bossard als „Gesamtkunstwerk“ aus Architektur, Landschaftsgestaltung, Plastik, Malerei und Kunsthandwerk zu schaffen. Ein derartiges, die verschiedenen Einzelkünste miteinander vereinendes, Großkunstwerk mitsamt einer dort zu verwirklichenden gesellschaftsutopischen Zielsetzung plante Bossard bereits seit Längerem; möglich ist, dass er ursprünglich ein in Berlin erworbenes Grundstück dafür vorgesehen hatte. Auch am Zugersee stellte Frau Adelheid Page (Nestle?) in Cham ihm ein Grundstück zu diesem Zweck zur Verfügung.
Im Jahr 1912 begann der Bau des Wohn- und Atelierhauses in Lüllau, das bis in die 1940er Jahre eingerichtet und in seiner Innengestaltung ausgeweitet wurde. Die Arbeiten wurden durch den Ersten Weltkrieg unterbrochen, an dem Bossard als deutscher Soldat in Frankreich als „Schildermaler“ teilnahm. Erneute wirtschaftliche Probleme nach dem Ersten Weltkrieg erschwerten die Verwirklichung seiner Vorstellungen. Auch in der Schweiz waren die Auswirkungen des Krieges zu spüren, und die vorher reichliche Unterstützung durch Adelheid Page (Cham) und Emil Hegg (Bern) fiel aus. Bossard begann 1915 mit Porzellan zu arbeiten.
Nach Kriegsende, 1918 konnte Bossard die einzelnen Räume im Atelierhaus systematisch künstlerisch gestalten: Möbel und Wandvertäfelungen und Wände wurden bemalt, Textilien und Gebrauchsgegenstände künstlerisch verziert, Fenster mit Malereien versehen, Plastiken und Reliefs untergebracht. Die Böden wurden bemalt oder mit gestalteten Teppichen bedeckt.
1926, nach seiner Hochzeit mit Jutta Krull (1903–1996), begannen Bossard und seine junge Frau gemeinsam mit dem Bau des zweiten Objektes auf dem Grundstück in Lüllau, dem Kunsttempel, den Bossard in seiner Werbeschrift an meine Freunde 1925 detailliert beschrieb. Nach Abschluss des Hauptbaus des Kunsttempels wurde ab 1930 Bossards Bildhaueratelier zum Eddasaal umgestaltet; Jutta Bossard und Bossards Schüler Franz Hötterges führten dabei alle Schnitzarbeiten aus. Wie der Kunsttempel ist der  Eddasaal besonders aufwändig gestaltet und hat einen Mosaikfußboden. 1935 erhielt er noch einen Vorbau und große Portale aus getriebenem Kupfer.

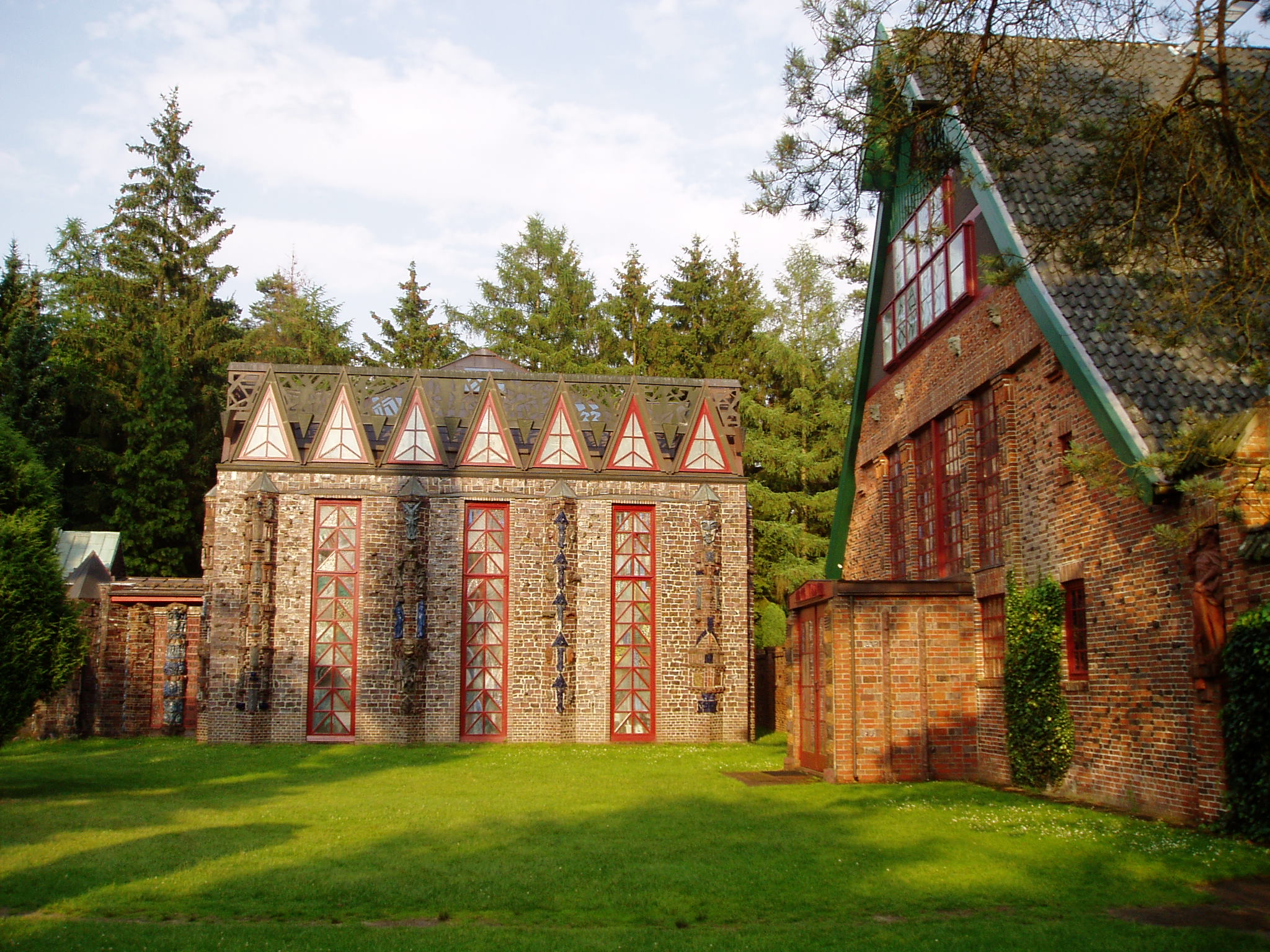
Westfassade des Kunsttempels und Eingang zum Eddasaal
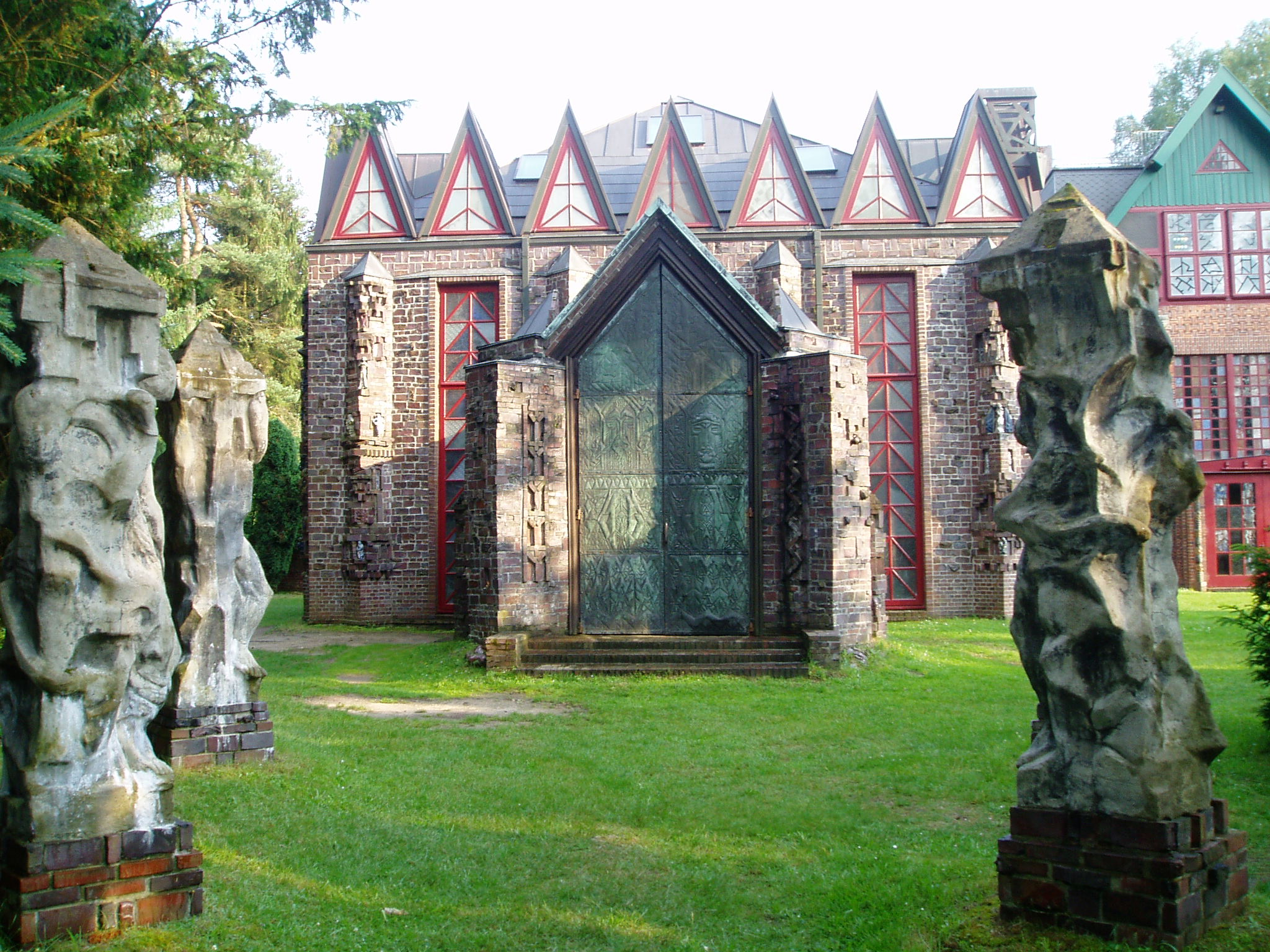
Portal des Kunsttempels
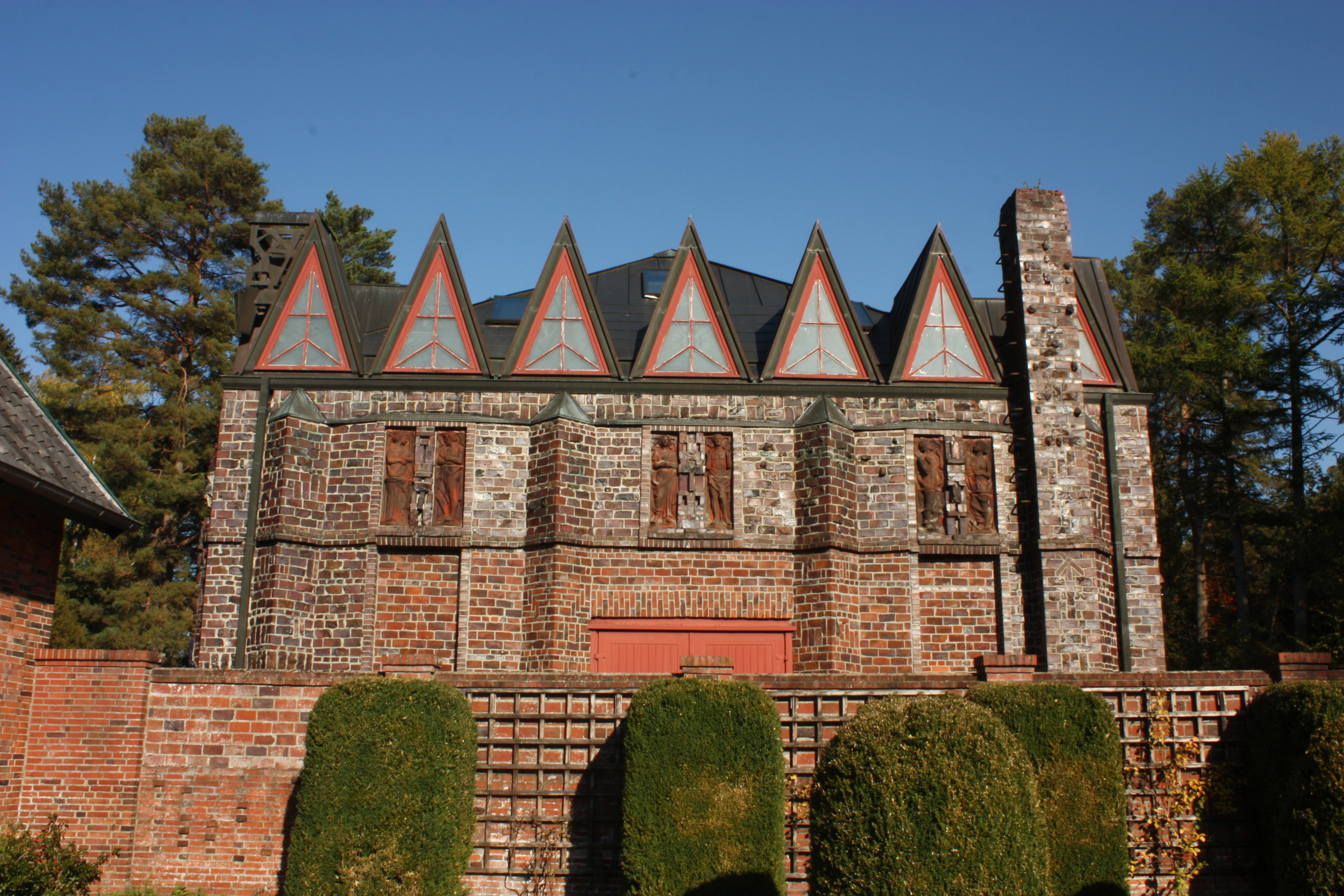
Blick auf die Südfassade des Kunsttempels, aus dem Klostergarten
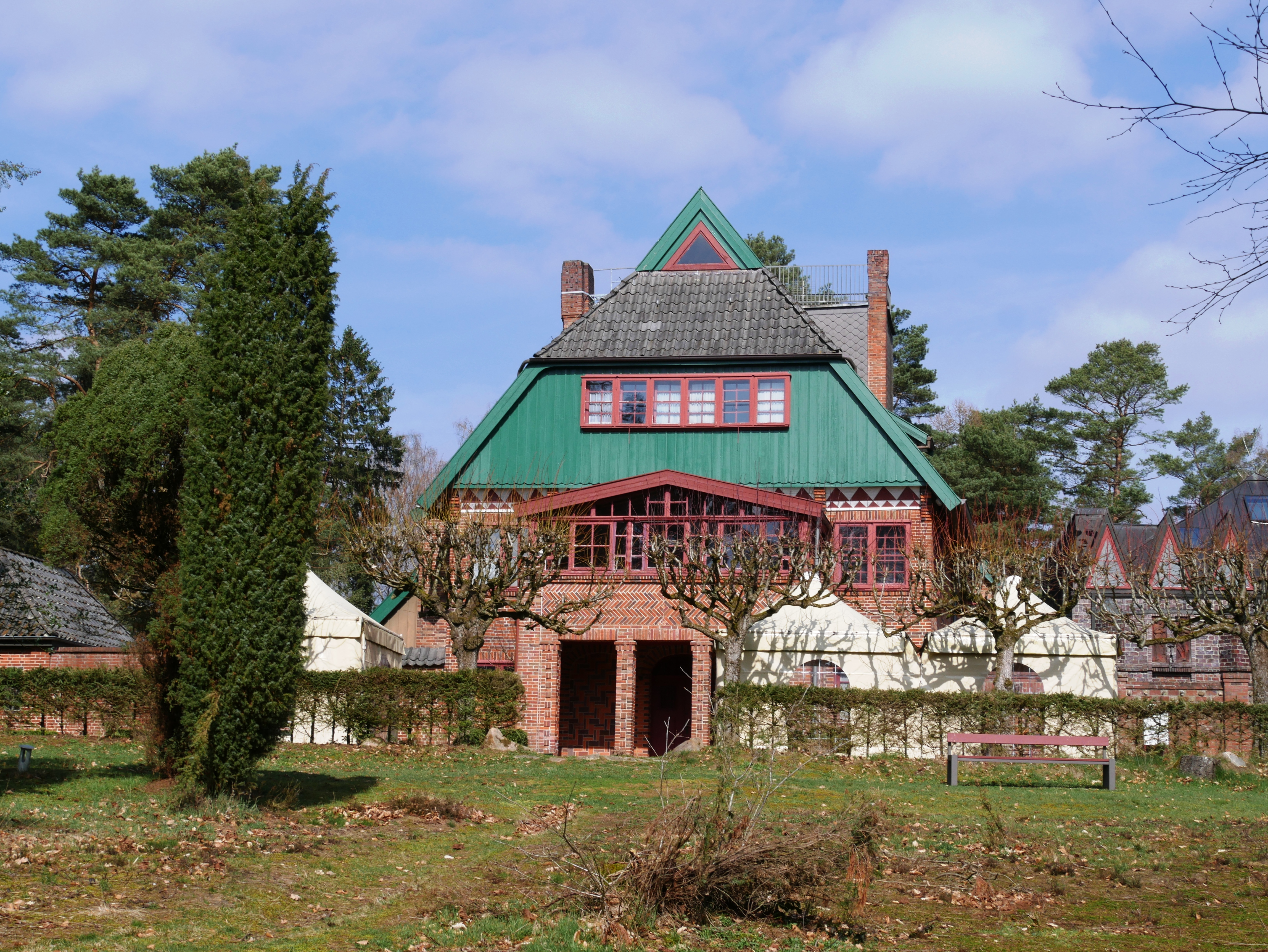
Südfassade des Wohn- und Atelierhauses

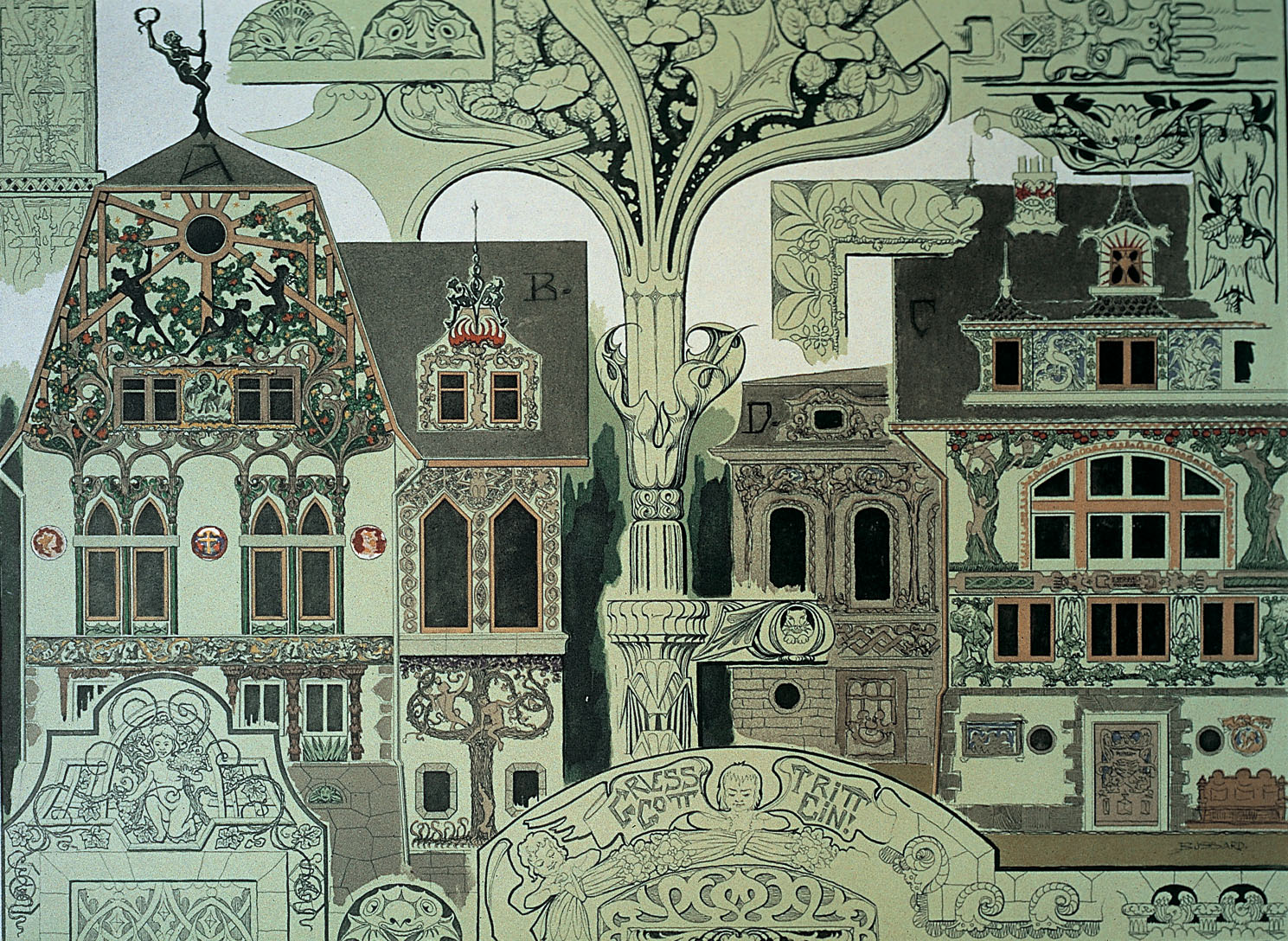
Johann M Bossard, Blatt 7, Fassadenpläne, Decorative Malerei, 1899 gezeichnet, 1902 veroeffentlicht

### Druckgrafisches Werk
Nach mehrjähriger Forschungsarbeit ist seit März 2015 auch das druckgrafische Œuvre Johann Bossards wissenschaftlich erarbeitet und dokumentiert. Das Werkverzeichnis der Druckgrafik präsentiert die wissenschaftlich aufgearbeitete Objektgruppe aus dem Gesamtwerk Johann Michael Bossards als Onlinepublikation. Grundlage der Forschungsergebnisse sind insbesondere die Auswertung aller an der Kunststätte vorhandenen Blätter und Archivalien sowie die Zuordnung der ermittelbaren Daten und Werke. Zusätzlich wurden auch Werke anderer Museen und privater Sammler in die Erarbeitung miteinbezogen.

### Plastisches Werk
Bossards plastisches Werk umfasst Kleinplastiken für den privaten Raum und Großplastiken für den öffentlichen Raum. In seinen Kleinplastiken orientierte sich Johann Michael Bossard an antikisierenden Werken und entspricht damit in vielerlei Hinsicht den Idealen des Neoklassizismus. Neben Kleinbronzen stellte Bossard 1906 auch eine Reihe von kleinen Keramiken aus, die sich zumeist leider nicht erhalten haben.
In Berlin erhielt Bossard 1906 den Auftrag für einen Teil der künstlerischen Innengestaltung des Hotels Adlon. Neben seiner Tätigkeit als Professor für Plastik, die er bis 1944 ausübte, schuf Bossard in den Jahren 1909 bis 1911 zahlreiche Plastiken an öffentlichen Gebäuden Hamburgs, die heute noch zu sehen sind, ohne dass der Schöpfer dieser Plastiken in Hamburg bekannt wäre. Weitere Werke sind u. a. die Schmuckreliefs an den Fassaden des Bernhard-Nocht-Instituts, die Figuren an der Hauptfassade des MARKK-Museums und des Curiohauses (nicht gesichert), die Großkeramik an der Hochschule für bildende Künste Hamburg (nicht mehr vorhanden, vermutlich zerstört) und die Börsenuhr. Auf dem Ohlsdorfer Friedhof schuf er die Grabmäler Puls (1908) (heute Grabmal Seif) und Hülse (1912).

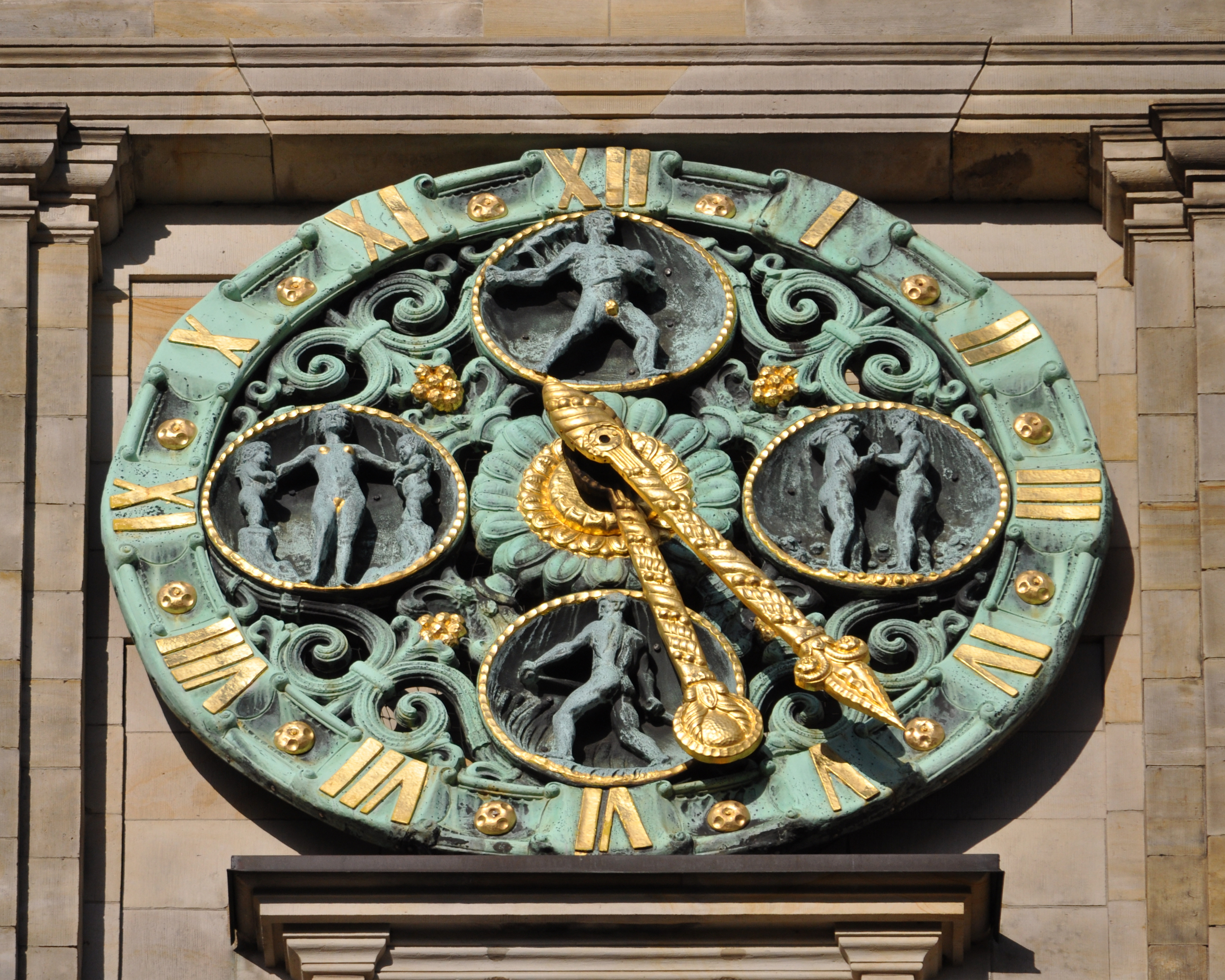
Johann Michael Bossard, Zifferblatt der Uhr an der Hamburger Börse
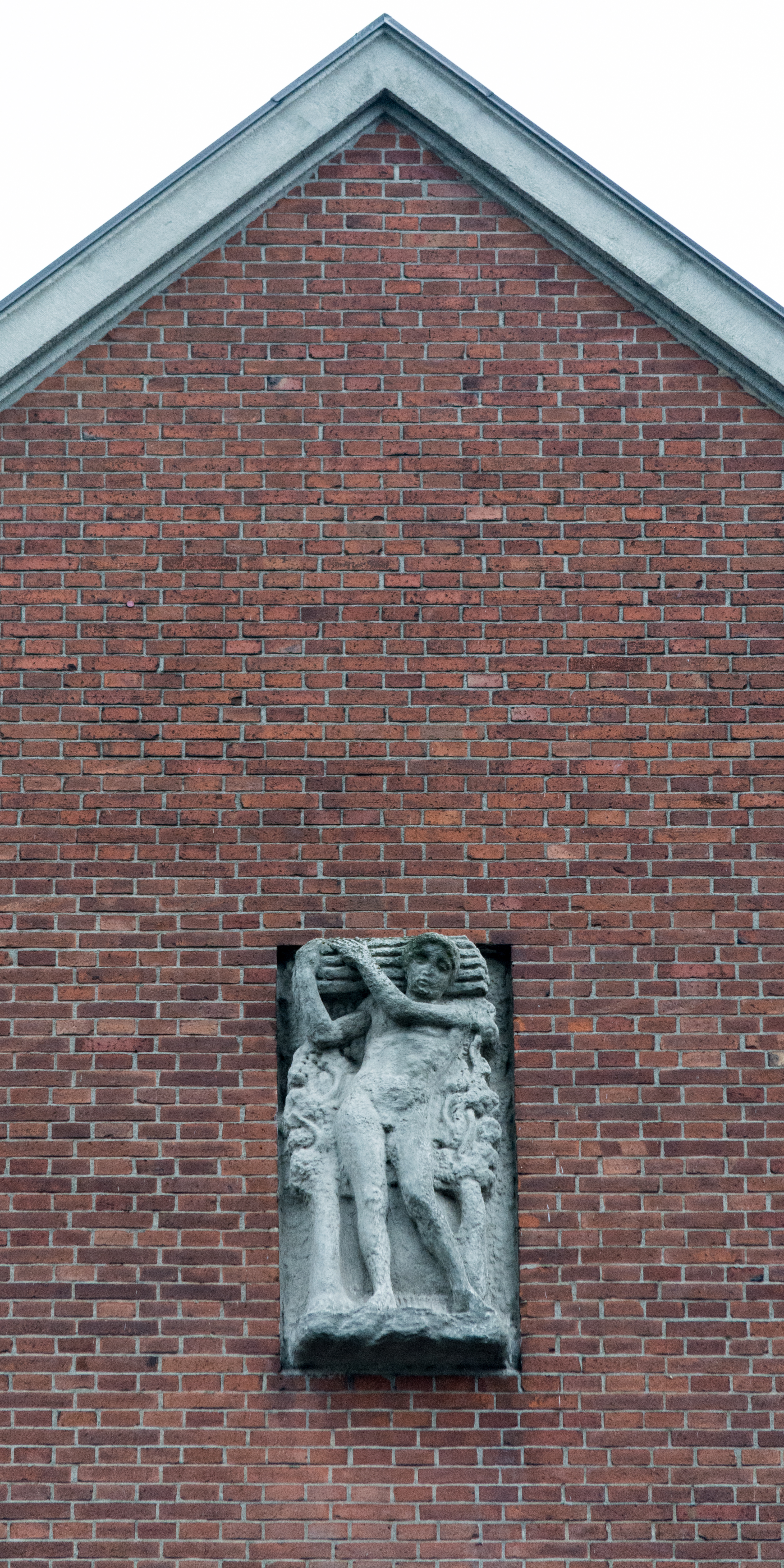
Giebeldetail an der Fassade des Bernhard-Nocht-Instituts in Hamburg-St. Pauli
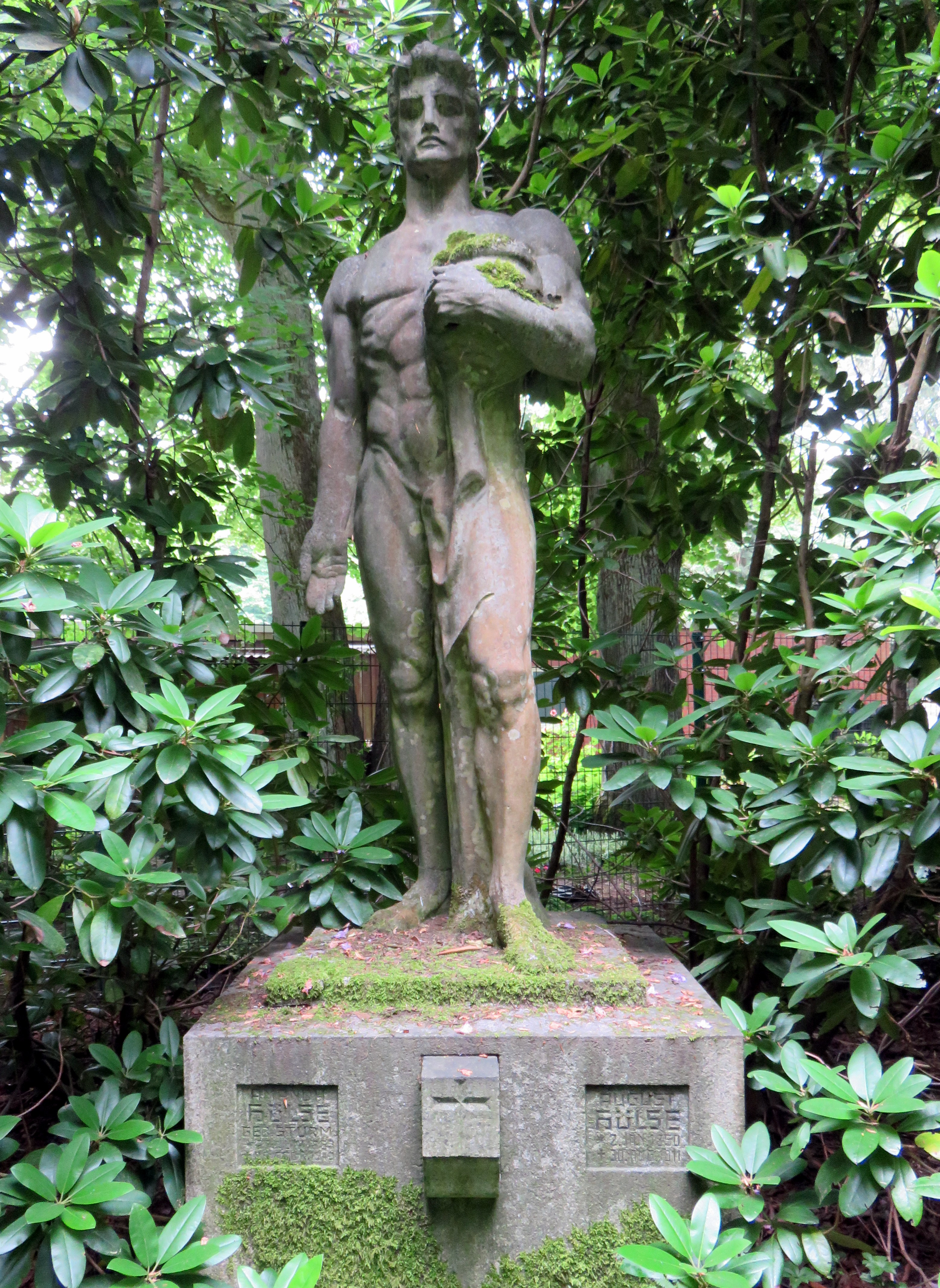
Statue auf dem Ohlsdorfer Friedhof, Familie Hülse

## Kunststätte Bossard
Das Grundstück in Lüllau mit Kunsttempel wurde nach dem Tod von Jutta Bossard im Oktober 1996 in eine Stiftung überführt und ist heute als Museum zugänglich.
Es befindet sich in Jesteburg in der Lüneburger Heide. Die Stätte ist auch ein Ausstellungsort, in dem zahlreiche Künstler ihre Arbeiten der Öffentlichkeit vorstellen. Die Werke des Malers Otto Pankok waren beispielsweise 2017 ausgestellt. 2020 zeigt die Kunststätte Zeichnungen und Druckgrafiken des Expressionisten Oskar Kokoschka aus der Sammlung und Kunststiftung Spielmann-Hoppe. Ausstellungen 2021 waren „Ernst Barlach als Briefschreiber. Briefe, Postkarten und Kunstwerke“, vom 23. September 2020 bis zum 25. Januar 2021, „Große Kunst im kleinen Format: Käthe Kollwitz als Grafikerin“ vom 5. Februar 2021 bis 16. Mai 2021, „Künstlerkolonie Heikendorf“ vom 22. Mai 2021 bis 12. September 2021.

## Würdigung und Kritik
Nach guten Kritiken in der Schaffensphase 1906–1910 dauerte es bis 1924, bis wieder der Versuch unternommen wurde, das Werk Bossards zu analysieren [E. Seydow (1924)].
1984 veranstalteten Lucke und Murawski die erste größere Retrospektive Bossards in Bonn. Laudator war Bazon Brock. 1986 erstellten Lucke und Murawski das einzige von Jutta Bossard autorisierte Werkverzeichnis, das als Typoskript vorliegt. Außerdem dokumentierten sie Bossards Kunst am Bau in Hamburg und die von Bossard geschaffenen Grabmäler. Die letzte große Ausstellung  Ein Leben für das Gesamtkunstwerk und fand in Zug und Oldenburg 1986 statt.
Als eines der ganz wenigen Gesamtkunstwerke, die nahezu unverändert erhalten geblieben sind, ist die Kunststätte Bossard von besonderem kunsthistorischem Interesse. Sie ist eines der wenigen Denkmäler, in denen sich expressionistische Wandmalerei, expressionistische Raumgestaltung und Architektur im ursprünglichen Kontext erhalten haben.
Im Spiegel kritisierte Martin Doerry 2020 insbesondere die öffentlichen Subventionen für die Kunststätte Bossard mit dem Hinweis auf seine explizit antisemitischen Äußerungen in den 1930er Jahren.
Die Kunststätte Bossard beschäftigt sich aktiv mit der aktuellen Debatte. Der Stiftungsrat der Kunststätte Bossard vergab im Juli 2021 den Auftrag zur externen Aufarbeitung der Rolle des Ehepaares Johann Michael und Jutta Bossard zur Zeit der nationalsozialistischen Diktatur an das Institut für Zeitgeschichte München-Berlin (IfZ).